# Monumento a los marineros y pescadores que perecieron en el mar
El Monumento a los marineros y pescadores que perecieron en el mar (en letón: Piemineklis bojā gājušajiem jūrniekiem un zvejniekiem) es un monumento moderno notable y un lugar de turismo en Liepaja, Letonia.
El monumento fue diseñado por el arquitecto Gunārs Asaris y el escultor Alberts Terpilovskis. Fue construido en 1977 con la financiación de LBORF y los Kolhoz (organización comunista) de pesca Boļševiks. El monumento está situado en la costa del Mar Báltico en el parque Liepāja. Aquí, en el comienzo del siglo XX se encontraba localizada Kurhaus. El monumento consiste en una figura de bronce de una mujer de 11 metros de alto en un pedestal en forma de V, cubierta por dolomita de la isla de Saaremaa.